# Corythaixoides leucogaster
Corythaixoides leucogaster е вид птица от семейство Туракови (Musophagidae).

## Разпространение
Видът е разпространен в Еритрея, Етиопия, Кения, Сомалия, Судан, Танзания, Уганда и Южен Судан.